# Lambda1 Sculptoris
Lambda1 Sculptoris (λ1 Sculptoris, förkortat Lambda1 Scl, λ1 Scl)  som är stjärnans Bayerbeteckning, är en dubbelstjärna belägen i den södra delen av stjärnbilden Bildhuggaren. Den har en kombinerad skenbar magnitud på 6,05 och är på nedre gränsen för att vara synlig för blotta ögat där ljusföroreningar ej förekommer. Baserat på parallaxmätning inom Hipparcosuppdraget på ca 6,9 mas, beräknas den befinna sig på ett avstånd på ca 470 ljusår (ca 150 parsek) från solen. Vid det beräknade avståndet minskar den skenbara magnituden med en skymningsfaktor på 0,026 på grund av interstellärt stoft.

## Egenskaper
Primärstjärnan Lambda1 Sculptoris A är en blå stjärna i huvudserien av spektralklass B0.5 V. Den har en massa som är ca 2,8 gånger större än solens massa, en radie som är ca 3 gånger större än solens och utsänder från dess fotosfär ca 94 gånger mera energi än solen vid en effektiv temperatur på ca 10 350 K.
Följeslagaren Lambda1 Sculptoris B är en stjärna i huvudserien av spektralklass A9 (V) och av magnitud 7,0. År 2000 hade paret en vinkelseparation på 0,737 bågsekunder vid en positionsvinkel på 14,0°.